# Vincenzo Cuccia
Vincenzo Cuccia (Palermo, 20 marzo 1892 – Palermo, 2 marzo 1979) è stato uno schermidore italiano, specializzato nella sciabola e nella spada. Ha vinto una medaglia d'oro (con Bino Bini, Renato Anselmi, Oreste Moricca, Oreste Puliti e Giulio Sarrocchi) ed una di bronzo ai Giochi olimpici.